# 日本ヒルズ・コルゲート
日本ヒルズ・コルゲート株式会社(にほんひるず・こるげーと、Hill's-Colgate（JAPAN）Ltd.)は、ペットフードの販売メーカーである。アメリカの「ヒルズ ペット ニュートリション インク」の子会社である。
ペットフードを取り扱う企業では、東京ディズニーリゾートのスポンサー企業として、「ペットクラブ」を東京ディズニーランドと東京ディズニーシーで提供していたが、2006年9月3日で契約を解消した。

## 沿革
- 1976年（昭和51年） - コルゲート・パルモリーブと花王石鹸株式会社が合弁して、花王・コルゲート オーラルプロダクツ株式会社を設立する。
- 1985年（昭和60年）3月末 - 両者が合弁を解消し、口腔関連商品ブランドの、「ハロー」は花王製品として継続し、「コルゲート」は終売した。
- 1988年（昭和63年） - 日本ヒルズ・コルゲート株式会社に社名変更する。

## 主な商品
- サイエンス・ダイエット - 犬用グロース小粒はアメリカ製だが日本のみで発売されている。
- サイエンス・ダイエット＜プロ＞
- プリスクリプション・ダイエット